# Bessa leveri
Bessa leveri là một loài ruồi trong họ Tachinidae.